# نیفنالول
نیفنالول (انگلیسی: Nifenalol) یک آنتاگونیست گیرنده بتا است.